# Dulce Quental
Dulce Maria Rossi Quental, mais conhecida como Dulce Quental (Rio de Janeiro, 13 de abril de 1960) é uma cantora, musicista e compositora brasileira. 
Ex-vocalista da banda Sempre Livre no início da década de 1980, em 1985 Dulce lança o primeiro disco solo, Délica, fundindo os estilos pop, jazz e bossa nova. 

## Biografia
Dulce Quental é uma artista musical, filha de Felippe Quental e Maria Helena Quental. Ao longo de sua trajetória musical Dulce conta com composições gravadas por diferentes artistas e tem parcerias com nomes como Roberto Frejat, George Israel, Paulinho Moska, Ana Carolina, Zélia Duncan, Toni Garrido, Celso Fonseca e Paulo Monarco, também é compositora de sucessos das bandas Barão Vermelho e Cidade Negra, e cantoras como Leila Pinheiro e Simone por exemplo.
Formada em Comunicação Social, colaborou com resenhas de livros para o Caderno Ideias do Jornal do Brasil e artigos para a Revista de Estudos Femininos da Universidade Federal do Rio de Janeiro (UFRJ). Falecido em 1964, o político e deputado federal San Tiago Dantas foi seu tio-avô, do qual a mãe do pai de Dulce era irmã; ainda jovem, Dulce ajudou a organizar os arquivos de correspondências e documentos que San Tiago havia deixado ao falecer. Seu pai tinha uma enorme discoteca de vinis de jazz em casa, o que influenciou a formação musical de Dulce; seu primeiro instrumento foi um sax alto, e admirava o saxofonista Paul Desmond.
Gravou cinco discotecas: Avião de Combate (CBS-1984), Délica (EMI-1985), Voz Azul (EMI-1988), Dulce Quental (EMI-1989) e Beleza Roubada (Cafezinho Música / Sony Música - 1994).
Levada à fama no período auge do rock nacional brasileiro, Dulce gravou o primeiro disco em 1984, como vocalista da banda Sempre Livre. Em 1986, Dulce se lançava em experiência musical individual; com o álbum Délica, que trazia uma mistura pop e jazz, considerado um dos maiores sucessos da carreira.
Em 1987, lança Voz Azul, produzido por Herbert Vianna (que lhe presenteia com a música "Caleidoscópio").
Em 1988, o terceiro disco solo, em álbum intitulado com seu nome: Dulce Quental. Com composições de Arnaldo Antunes e Roberto Frejat ("Onde Mora o Amor"), Arrigo Barnabé ("Numa Praia do Brasil"), Itamar Assumpção ("Mulher Dividida"), Cazuza e George Israel ("Inocência do Prazer") e Humberto Gessinger ("Terra de Gigantes"). Como compositora, compôs para artistas como Nico Rezende, Leila Pinheiro, Capital Inicial, Daúde, entre outros.
Em 1990, é lançada a canção “O Poeta Está Vivo”, uma homenagem feita a Cazuza, da qual Dulce compôs os versos em parceria com Roberto Frejat. Ainda jovem, Dulce conhecera Cazuza no Baixo Leblon, ainda no início dos anos 80, formando com ele uma sólida amizade. Um dos maiores sucessos musicais na voz de Dulce Quental foi a canção "A Inocência do Prazer", que teve sua letra feita por Cazuza, tendo sido inspirada no fim de uma romance que Dulce teve com uma pessoa ligada a Cazuza. Ainda com Cazuza, Dulce interpretaria com ele em dueto a música "Tudo é Mais", composta por Aldo Meolla e gravada no primeiro disco de Dulce, o Délica.
Em 2004, depois de quinze anos longe dos palcos e sem gravar discos, a cantora lança o CD Beleza Roubada, elogiado pela crítica.
No ano de 2012 reúne num livro as “Caleidoscópicas”, com mais de quarenta crônicas escritas para o site paulista Scream & Yell e que depois tornaria-se uma coluna no portal iG. Também publicou o romance "Memória Inventada". Tudo feito de forma independente.
O quinto disco de carreira, Música e Maresia, saiu em LP, em 2016, e registra suas gravações realizadas entre 1991 e 1994, período em que Quental não lançou disco, mas que mesmo assim apareceu como a compositora; no mesmo ano virou especial de TV e retrospectiva da carreira, a partir de show gravado pelo Canal Brasil em São Paulo em junho.
Intitulada “Sob o Signo do Amor”, a obra foi lançada em março de 2022 nas plataformas musicais por meio do seu próprio selo, Cafezinho Edições. Buscando distanciamento da sua obra das décadas 1980 e 1990, Dulce estruturou este seu novo trabalho numa praia de Angra dos Reis, durante a Pandemia de COVID-19. Dulce dividiu a produção do álbum com os irmãos Jonas e Pedro Sá, autores de obras musicais dentro da nova geração da música brasileira. O disco contou também com a participação de nomes como Jaques Morelenbaum (na canção "Vagalumes Fugidios"), Zé Manoel (na canção "A Arte Não é Uma Jovem Mulher"), entre outros.
Dulce Quental participou da V Jornada Internacional de mulheres escritoras, do I Congresso Nacional de Literatura e Gênero, e do Seminário de encerramento do Pacto Nacional pela Educação na Idade Certa.

## Discografia
- 2017 – Música e Maresia (ao vivo) - (plataformas digitais Spotify & iTunes)
- 2016 – Música e Maresia - gravações inéditas 1994 (LP/CD)
- 2005 – Anos 80: Multishow ao Vivo (CD/DVD)
- 2004 – Beleza Roubada, Cafezinho/Sony (CD)
- 2001 – Dulce Quental Série Para Sempre, EMI (CD)
- 1988 – Dulce Quental, EMI-Odeon (LP)
- 1987 – Voz Azul, EMI-Odeon (LP)
- 1986 – Délica, EMI-Odeon (LP)
- 1984 – Avião de combate – com as Sempre Livre (LP)

## Vídeos
- «Dicionário da MPB»